# Prelado de honor de Su Santidad

Base para el escudo de un prelado doméstico según el Reglamento técnico heráldico emanado con el R.D. 7 de junio de 1943 n. 652

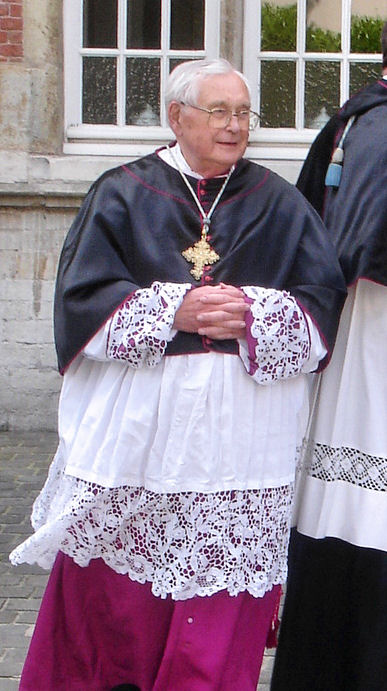
Mgr Vanneste, canónigo y prelado de honor en Brujas, Bélgica

Hábito coral del Prelado de honor de Su Santidad

Prelado de honor de Su Santidad, antes conocido como prelado doméstico de Su Santidad, fue un título honoríficos otorgado por una concesión especial de la Santa Sede a los presbíteros. Por lo general se concedía a petición del obispo de la diócesis para los sacerdotes considerados meritorios, aunque muy raramente en conjunción con el título honorífico de capellán de Su Santidad.
La Instrucción para la transferencia de las concesiones papales, promulgada por la Secretaría de Estado de la Santa Sede el 13 de mayo de 2001, establecía que el título se podía conceder a los sacerdotes del clero secular, eclesiásticos en el servicio diplomático de la Santa Sede y los funcionarios de la Curia Romana y que hubieran completado al menos cuarenta y cinco años de sacerdocio. Como regla general, se debía solicitar primero el título de capellán de Su Santidad antes del título de prelado de honor. Entre el primer y el segundo grado debían pasar por lo menos diez años. Para cada diócesis, el número total de monseñores no podía superar el 10 % del clero. En enero de 2014, este título fue abolido por el Papa Francisco con la idea de reducir los títulos honoríficos dentro de la Iglesia católica. Actualmente solo se utiliza el título de capellán de Su Santidad, otorgado a los sacerdotes que lo merezcan y que hayan cumplido los 65 años de edad (y no 35 años, como en el pasado).[cita requerida]

## Prerrogativas
El prelado de honor se distingue de otros sacerdotes por su vestimenta, según lo dispuesto en la Instrucción de la Secretaría de Estado de la Santa Sede Ut sive sollicite, sobre las prendas, títulos e insignias de cardenales , obispos y prelados menores. El hábito coral está formado por la sotana morada, el fajín de seda morada con flecos, sobrepelliz sin pliegues (pero no el roquete), y bonete negro con borla negra. En ocasiones solemnes fuera de las celebraciones litúrgicas la vestimenta usada es la sotana negra sin esclavina con ojales, botones y ribete morado, y fajín de seda morada. A diferencia del Protonotario apostólico supernumerario, sin embargo, los prelados de honor no pueden llevar el ferraiolo morado. Se suprimió el ferraiolo morado, el fajín con borlas, la borla morada del bonete, los calcetines morados y las hebillas de plata en los zapatos. 
Los prelados de honor gozan del tratamiento de Reverendo Monseñor.
Son prelados de honor:
- Los auditores de Rota,
- Los clérigos de la Cámara Apostólica

Son prelados de honor durante munere:
- Los canónigos de las catedrales de Pisa, Siena y Vercelli,
- Los canónigos del Capítulo Metropolitano de Génova,
- Los canónigos del Capítulo Metropolitano de Tarento,
- Los canónigos del Capítulo Metropolitano de Bolonia,
- Las dignidades del Capítulo Metropolitano de Catania,
- El mayor de los Canónigos de San Lorenzo en Dámaso en Roma,
- Los capellanes conventuales ad honorem SMOM,
- Los capellanes de la Capilla del Tesoro de San Genaro en Nápoles,
- Los jueces del Tribunal de la Rota de la Nunciatura Apostólica en España,
- El superior y decano de la Colegiata de Prabuty (Polonia),
- El preboste de Canzo (Arquidiócesis de Milán), 5 años después de asumir el cargo,
- El preboste de Asso (Arquidiócesis de Milán),
- El arcipreste del Capítulo de los Santos Celso y Giuliano en Roma,
- El preboste pro tempore de Clusone (Bérgamo),
- Los miembros de los Colegios del Tribunal de la Penitenciaría Apostólica, conservando el hábito que les corresponde,
- Los penitenciarios apostólicos menores,
- El párroco pro tempore de Caravaggio (Bérgamo).